# Richard Kirsch

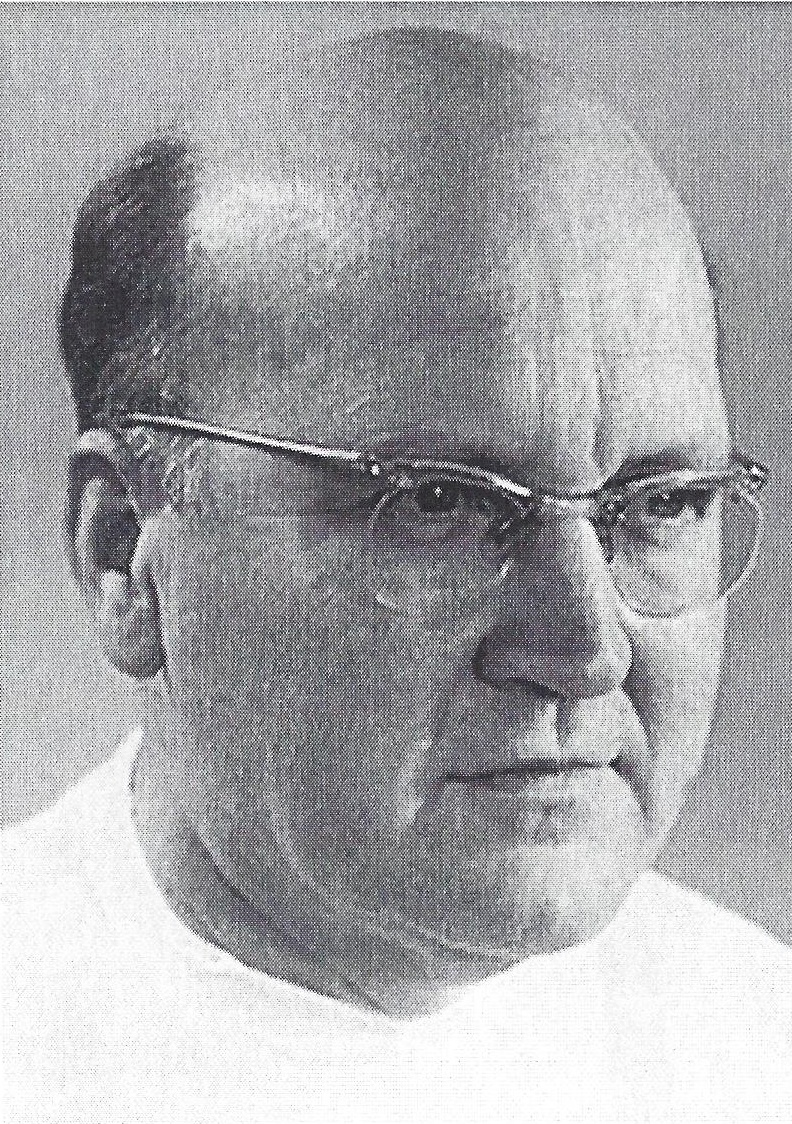
Richard Kirsch

Richard Willy Kirsch (* 30. April 1915 in Berlin-Dahlem; † 17. Juni 1971 in Berlin-Mitte) war ein deutscher Chirurg und Hochschullehrer.

## Leben
Kirschs Eltern waren der Studienrat Max Kirsch (1877–1955) und seine Frau Gertrud Kirsch geb. Köhler (1894–1966).
Kirsch besuchte das Arndt-Gymnasium Dahlem, das  Askanische Gymnasium, das Gymnasium in Berlin-Friedenau und das Vereinigte Askanische und Tempelhofer Gymnasium in Berlin-Tempelhof. Nach dem Abitur im Februar 1933 studierte er Medizin an der Georg-August-Universität Göttingen, der  Friedrich-Wilhelms-Universität zu Berlin und der Julius-Maximilians-Universität Würzburg. In Würzburg wurde er 1938 zum Dr. med. promoviert. Medizinalpraktikant war er am  Luitpoldkrankenhaus in Würzburg, am  Rudolf-Heß-Krankenhaus in Dresden und am Stubenrauch-Krankenhaus in Berlin-Lichterfelde.

### Chirurgischer Werdegang
Ab 1939 war er Volontärarzt am  Unfallkrankenhaus am damaligen Standort Webergasse 2–6 im 20. Wiener Gemeindebezirk, Hilfsarzt am Rudolf-Heß-Krankenhaus in Dresden und Assistenzarzt am Kreiskrankenhaus in  Rastenburg. Von 1941 bis 1945 war er Oberarzt am Kreiskrankenhaus in  Johannisburg, an dem er 1944 Facharzt für Chirurgie wurde. Er floh 1945 aus Ostpreußen und kam als Oberarzt am Städtischen Krankenhaus in Nordhausen (Ausweichstelle Ilfeld) unter. Nach drei Jahren als Chefarzt in Sülzhayn wechselte er
1948 an das Kreiskrankenhaus in Stollberg/Erzgeb. Dort war er auch Leiter der Kreis-Poliklinik, Vertragsarzt der Volkspolizei, Gefängnismediziner, Arzt für die Freie Deutsche Jugend und Dozent an der Volkshochschule.

### Ost-Berlin
Von 1950 bis 1955 war er hauptamtlicher Oberarzt am Regierungskrankenhaus der DDR in Ost-Berlin. Nebenamtlich war er Leitender Arzt der Universitäts-Geschwulstklinik der Charité. 1951/52 leitete er kommissarisch die Chirurgische Abteilung vom  Krankenhaus der Volkspolizei. Am 28. Mai 1952  habilitierte er sich an der Humboldt-Universität zu Berlin für Chirurgie.
Von 1955 bis 1960 war er hauptamtlich Leitender Arzt der Geschwulstklinik der Charité und nebenamtlich Oberarzt am Regierungskrankenhaus. Seit 1956 Professor für Chirurgie mit Lehrauftrag an der Medizinischen Fakultät der Humboldt-Universität Berlin, ging er im selben Jahr für 9 Monate nach Nordvietnam. Er widmete sich der Einrichtung und Betreuung der Universitätsklinik Phu-Doan (Wilhelm-Pieck-Krankenhaus) und der Rekonstruktion des Viet-Duc-Hospitals in Hanoi. Von 1960 bis 1963 war er Chefarzt der Chirurgie im  Krankenhaus Berlin-Friedrichshain.

### Dresden

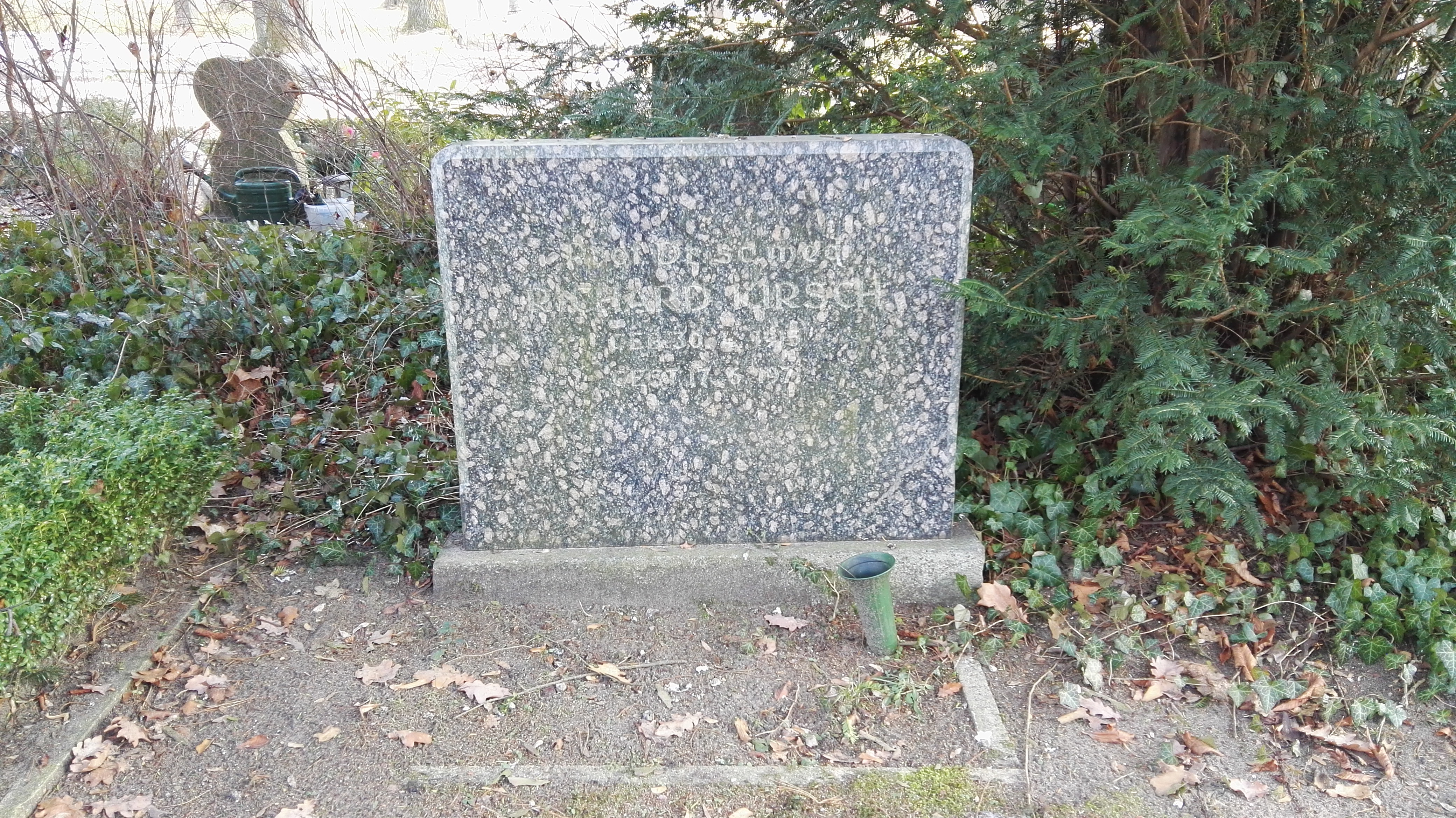
Grabstätte

Von 1963 bis 1971 war er Direktor der Chirurgischen Klinik der  Medizinischen Akademie „Carl Gustav Carus“. 1964 wurde er auch Facharzt für Sportmedizin. Als er am 1. September 1969 zum Doktor der Wissenschaften (Dr. sc. med.) ernannt wurde, erlosch sein akademischer Titel Dr. med. habil. Als o. Professor für Chirurgie starb Kirsch mit 56 Jahren an einem Karzinom. Er wurde auf dem Zentralfriedhof Friedrichsfelde beigesetzt.

## Werke
- Sportmassage. Sportverlag, Berlin 1959.
- mit Edeltraud Scholz: Moskitos, Bambus und Bananen – als Arzt in Vietnam. Der Kinderbuchverlag, Berlin 1960; 2. Aufl. 1962.

## Gesellschaften
- Deutsch-Französische Gesellschaft der DDR
- Gesellschaft für Sportmedizin der DDR
- Nationales Vietnam-Komitee
- International Federation for Medical Electronics and Biological Engineering (IFMBE)
- Société internationale de chirurgie (ISS/SIC)
- Präsidiumsmitglied der Deutsch-Südostasiatischen Gesellschaft in der DDR

## Ehrungen
- Ehrenmitglied der Gesellschaft für Bio-Medizinische Technik in der DDR (1971)
- Ehrenmitglied der Medical Association of Burma, Rangun (1958)
- Ehrenmitglied der Association of Surgeons of India, Madras (1959)